# Midnight Café
Midnight Café ist das dritte Studioalbum der englischen Pop- und Softrockband Smokie. Es wurde am 9. April 1976 bei RAK Records und EMI Electrola veröffentlicht und von dem bekannten Produzentenduo Nicky Chinn und Mike Chapman produziert.

## Hintergrund
Das Album wurde von Nicky Chinn und Mike Chapman produziert, veröffentlicht wurde es erstmals als LP und Musikkassette am 9. April 1976. Eine CD-Version ist seit 1990 verfügbar.
Es enthält mit Something’s Been Making Me Blue, Wild Wild Angels und I’ll Meet You at Midnight drei der frühen internationalen Hits der Band. Nicky Chinn und Mike Chapman sind zudem Texter und Komponisten von vier der zehn Titeln, darunter alle drei als Single erschienenen. Die restlichen sechs Titel wurden von Mitgliedern der Band selbst geschrieben: vier Titel stammen von Sänger Chris Norman und Schlagzeuger Pete Spencer, davon je einer mit Alan Silson und Terry Uttley, die jeweils noch je einen weiteren Titel allein beisteuerten.

## Titelliste
Das Album besteht aus 10 Titeln. Dabei befanden sich bei der ursprünglichen LP-Version von 1976 je fünf Titel auf jeder Seite:
1. A1: Something’s Been Making Me Blue (N. Chinn / M. Chapman) –  2:59
2. A2: Wild Wild Angels (N. Chinn / M. Chapman) –  3:55
3. A3: Poor Lady (Midnight Baby) (C. Norman, P. Spencer)  –  4:41
4. A4: When My Back Was Against The Wall (C. Norman, P. Spencer)  –  3:34
5. A5: Make Ya Boogie –  5:12 (C. Norman, P. Spencer, A. Silson)
6. B1: Stranger (N. Chinn / M. Chapman) –  4:40
7. B2: What Can I Do –  3:35 (A. Silson)
8. B3: Little Lucy (C. Norman, P. Spencer) –  3:44
9. B4: Going Home (C. Norman, P. Spencer, T. Uttley) –  7:32
10. B5: I’ll Meet You At Midnight (N. Chinn / M. Chapman) –  3:14

## Charts und Chartplatzierungen
Es war das zweite Album von Smokie nach Changing All the Time, das in die deutschen Albumcharts einstieg. In ihrem Heimatland Großbritannien konnte es sich dagegen anders als der Vorgänger nicht platzieren. In die deutschen Albumcharts kam es am 15. Juli 1976 und stieg bis auf Platz 6. Insgesamt war es 38 Wochen mit Unterbrechungen in der Hitparade, davon 4 Wochen in den Top 10, seine letzte Platzierung hatte es am 15. Juli 1977.
| ChartsChartplatzierungen       | Höchstplatzierung | Wochen |
| ------------------------------ | ----------------- | ------ |
| Deutschland (GfK)              | 6 (38 Wo.)        | 38     |
| Vereinigte Staaten (Billboard) | 173 (6 Wo.)       | 6      |

## Belege
1. 1 2 3  Smokie – Midnight Café bei Discogs; abgerufen am 12. Juni 2021.
2. ↑  Smokie – Midnight Café. In: austriancharts.at. Abgerufen am 16. Juni 2021.
3. ↑  Smokey – Midnight Café (CD) bei Discogs; abgerufen am 12. Juni 2021.
4. ↑  
Smokie. In: officialcharts.com. Abgerufen am 12. Juni 2021.
5. 1 2  Smokie – Midnight Café. chartsurfer.de, abgerufen am 12. Juni 2021.
6. ↑  Midnight Cafe Chart History. In: billboard.com. Abgerufen am 14. Juni 2021 (englisch).